# Kontraposition
Bevis ved kontraposition (eng. Proof by contraposition) er en bevisteknik, der bruges ofte i matematik til at bevise en implikation. Bevisteknikken foregår således, at man forudsætter, at konklusionen i implikationen er falsk, og viser at det medfører, at hypotesen er falsk. Ved at opstille en sandhedstabel for de to udsagn A ⇒ B og ~B ⇒ ~A, kan man se, at disse udtryk er ækvivalente.
| (A | ⇒ | B) | ⇔ | (~B | ⇒ | ~A) |
| -- | - | -- | - | --- | - | --- |
| 0  | 1 | 0  | 1 | 1   | 1 | 1   |
| 0  | 1 | 1  | 1 | 0   | 1 | 1   |
| 1  | 0 | 0  | 1 | 1   | 0 | 0   |
| 1  | 1 | 1  | 1 | 0   | 1 | 0   |

Sandhedstabellen viser, at udsagnene er ækvivalente, dvs. de har samme betydning. Dette kan ses på tabellen i søjlen for ⇔, hvor der er rene 1'er; dvs. altid sand.

## Eksempel på et bevis ved  kontraposition
Tekst mangler, hjælp os med at skrive teksten
| filosofi | Spire Denne filosofiartikel er en spire som bør udbygges. Du er velkommen til at hjælpe Wikipedia ved at udvide den. |

| Matematik | Spire Denne artikel om matematik er en spire som bør udbygges. Du er velkommen til at hjælpe Wikipedia ved at udvide den. |